# Skyscanner
天巡网 （英語：Skyscanner）是全球機票、飯店、租車服務的免費比價搜尋引擎，並提供30種以上的多語言服務，包括中文、俄文、葡萄牙語等等。在Skyscanner平台上，並不直接銷售機票，而是讓用戶尋找到最便宜的交易後，引導用戶到航空公司、租車公司、飯店、或是旅行社完成訂購程序。

## 歷史
2001年三位資訊科技的專業人員：Gareth Williams、Barry Smith與Bonamy Grime共同组成。（在他們之中的一人因為在搜索滑雪勝地的便宜機票面臨了重重的困難之後。）2002年发布的第一個版本上線。2003年公司聘用的第一位員工，協助網站的開發。2004年愛丁堡的總部建立。一開始網站上只列出歐洲的廉價航空，不過也很快地擴展搜索範圍到傳統航空，如英國航空、荷蘭皇家航空、維珍航空等等。之後，也擴張的搜尋的地理版圖到美國、加拿大、亞洲以及世界各地。
2011年收購了Door-to-door的旅遊網站Zoombu，不過不願透漏價格。2011年9月，Skyscanner在新加坡設立了辦公室，做為亞太地區的營運總部。
2012年北京辦公室啟用，並與中國最大的搜尋引擎─百度建立合夥關係。
2013年2月宣布將在美國邁阿密建立據點的計畫。
2013年10月紅杉資本宣布入股，並持有約8億美金的股份（到2013年已經聘用了超過180名以上的員工）。2014年6月收購中國大陸的旅遊搜尋引擎Youbibi。
2014年10月收購了位於布達佩斯的行動程式開發商Distinction。
2016年1月宣布在國際擴張的過程中，募集了1億9200萬美金。
2016年11月24日，攜程旅行網以14億英鎊（約135億港元）現金将天巡網收购。
2017年，攜程收購並推出了Trip.com域名，原來的平台成為Skyscanner的子公司。
2020年，Skyscanner宣佈因為COVID-19影響了旅遊業，所以將裁員300人，這佔其員工總數的20%。在匈牙利布達佩斯和保加利亞索非亞的兩個辦事處可能會關閉。

## 市場狀況
2016年，Skyscanner每個月會有5000萬以上的造訪人次，並有9300萬英鎊的年營業額。Skyscanner也獲得了許多不同的獎項，如：女王企業獎、2011年年度旅游品牌（Travolution Brand of the Year 2011）、以及2010年年度最佳機票比價品牌（Best Flight Comparison 2010 from Travolution）等。
Skyscanner網站也獲得英國媒體的一致好評。在衛報上的一篇名為〈網路廉價航班查找實驗〉（Online Cheap Flight Finding Experiment）的文章中，以「打敗了如Expedia和Travelocity等更大的營運商」讚譽Skyscanner可以找到最便宜的機票。在獨立報的一篇文章中，Skyscamner也被列為「十大優秀旅遊網站」和「101個真的有用的網站」。每日電訊報評Skyscanner為「九個最佳旅遊網站之一」。
旅遊比價的市場急遽成長，也有許多公司提供相似的服務，如Kayak、貓途鷹、Dohop、Travelocity、JetRadar、Orbitz、以及Mobissimo等。